# Симфонический оркестр Мариинского театра
Симфонический оркестр Мариинского театра (с 1934 по 1993 год — Ленинградского государственного академического театра оперы и балета имени С. М. Кирова; в англоязычной прессе известен также как Mariinsky Orchestra или Kirov Orchestra) — один из старейших оркестров в России, базирующийся в Санкт-Петербурге. Он ведёт свою историю от возникшего на рубеже XVIII и XIX веков оркестра Санкт-Петербургской Императорской оперы.
Оркестр входит в состав труппы Мариинского театра, однако в настоящее время регулярно выступает и гастролирует не только с театральными постановками, но и с симфоническими концертами. В 2008 году оркестр Мариинского театра вошёл в число двадцати лучших оркестров мира по версии британского журнала Gramophone, заняв в списке 14-е место.

## История
История симфонического оркестра Мариинского театра восходит к возникшему на рубеже XVIII и XIX веков оркестру Санкт-Петербургской Императорской оперы, выступавшему в здании Большого театра в Петербурге. Первые десятилетия деятельности оркестра связаны с именем итальянского дирижёра Катерино Кавоса. Приехав в Санкт-Петербург в конце XVIII века, в 1803 он стал главным капельмейстером русского оперного театра, а в 1832 — директором оркестров императорских театров. Под его управлением прошла мировая премьера оперы Глинки «Жизнь за царя», а также российские премьеры ряда опер европейских композиторов, таких как «Горации и Куриации» Чимарозы, «Волшебный стрелок» Вебера, «Граф Ори» и «Семирамида» Россини, «Капулетти и Монтекки» Беллини, а также многочисленных опер собственного сочинения. Кавос руководил оркестром, а также всей труппой Императорских театров до своей смерти в 1840 году.
Важным событием в истории оркестра стало выступление под управлением Гектора Берлиоза весной 1847 года. За время гастролей в Петербурге, он дважды исполнил свою симфонию для солистов, хора и оркестра «Ромео и Юлия».
5 мая 2016 года симфонический оркестр под руководством Валерия Гергиева дал концерт под названием «С молитвой о Пальмире» в древнем амфитеатре сирийского города Пальмиры, освобожденной сирийской правительственной армией при поддержке ВКС России от террористической организации ИГИЛ 27 марта 2016 года в рамках совместной военной операции. Концерт был приурочен ко Дню Победы и посвящён памяти казненного боевиками ИГИЛ смотрителя Пальмиры Халеда Асаада и российскому офицеру и герою Российской Федерации Александру Прохоренко, погибшему при освобождении Пальмиры от ИГИЛ.

## Главные дирижёры
| - Константин Лядов (1860―1869) - Эдуард Направник (1869―1916) - Эмиль Купер (1919―1924) - Владимир Дранишников (1925―1936) - Арий Пазовский (1936―1943) - Борис Хайкин (1944―1953) - Сергей Ельцин (1953―1956) | - Эдуард Грикуров (1956―1960) - Ниязи Тагизаде-Гаджибеков (1960―1961) - Александр Климов (1961―1967) - Константин Симеонов (1967―1975) - Виктор Федотов (1975―1976) - Юрий Темирканов (1976―1988) - Валерий Гергиев (с 1988) |

|                  |             |                 |                 |
| Эдуард Направник | Эмиль Купер | Юрий Темирканов | Валерий Гергиев |

## Известные музыканты оркестра
В список включены наиболее известные артисты симфонического оркестра Мариинского театра (театра оперы и балета имени С. М. Кирова). Большинство из вошедших в список имеют звание заслуженных или народных артистов СССР, РСФСР или Российской Федерации или награждены государственными наградами СССР, РСФСР или Российской Федерации. В скобках указаны годы работы в оркестре Мариинского театра, если их удалось установить. Жирным выделены музыканты, работающие в оркестре в настоящее время[когда?].

### Струнные инструменты
Скрипачи
- Леопольд Ауэр (1872—1908)
- Виктор Вальтер (1890—?)
- Михаил Вольф-Израиль (1892—?)
- Иммануил Крюгер (1895—1938)
- Антонина Казарина (1950—1990)
- Юрий Загороднюк (1975—)
- Леонид Векслер (1989—)
- Сергей Левитин (1996—2003)
- Даниил Воропаев
- Георгий Широков
- Людмила Чайковская

Альтисты
- Иероним Вейкман (1855—1890)
- Юрий Афонькин (2002—)

Виолончелисты
- Иван Зейферт (1853—1889)
- Александр Вержбилович (1882—1885)
- Сергей Ролдугин (1984—2003)
- Дмитрий Ганенко
- Олег Сендецкий (1999—)
- Николай Васильев
- Зенон Залицайло

Контрабасисты
- Сергей Кусевицкий (1894)
- Кирилл Кариков

Арфисты
- Одарка Вощак

### Деревянные духовые инструменты
Флейтисты
- Генрих Зусман (1822—1838)
- Чезаре Чиарди (1853—1877)
- Карл Фридрих Ватерстраат (1857—1896)
- Карл Венер (1867—1884)
- Эрнест Кёлер (1871—1907)
- Фёдор Степанов (1892—1907)
- Карл Шваб (1896—1916)
- Юлиус Федерганс (1897—1920)
- Макс Берг (1902—1942)
- Владимир Цыбин (1907—1920)
- Лев Перепёлкин (1948—?)
- Валентин Зверев (1965—1969)
- Александр Майоров (1970—1989)
- Эдуард Щербачёв (1977—1988)
- Валентин Черенков

Гобоисты

Владимир Курлин (1951—1973)
- Владимир Ларин (1986—?)
- Виктор Хуссу (1978—)
- Вячеслав Лупачёв (1980—)
- Александр Трушков (1984—)
- Сергей Близнецов

Кларнетисты
- Давид Райтер (1925—1963)
- Павел Суханов (1933—1939)
- Валерий Гридчин (1965—1977)
- Григорий Волобуев (1978—1996, 2000—)
- Василий Жученко (1993—)
- Виктор Кулык (1995—)
- Иван Столбов (1999—)

Фаготисты
- Юлиус Затценгофер (1875—1897)
- Олег Пыталев (1963—1988)
- Валентин Капустин (1974—)
- Игорь Горбунов (1978—1979, 1983—)
- Родион Толмачёв (2003—)

### Медные духовые инструменты
Валторнисты
- Фридрих Гомилиус (1838—1876)
- Ян Тамм (1897—1920)
- Михаил Буяновский (1913—?)
- Виталий Буяновский (1946—1956)
- Степан Вишневский (1947—1976)
- Павел Орехов (1954—1968)
- Игорь Удальцов (1955—1956, 1966—1973)
- Игорь Лифановский (1958—1971)
- Станислав Седристый (1959—1984, 1987—1989)
- Анатолий Сухоруков (1966—1968)
- Анатолий Чепков (1975—)
- Дмитрий Воронцов (1991—)
- Алексей Позин (2004—)
- Юрий Акимкин
- Станислав Цес

Трубачи
- Михаил Адамов (1898—1902)
- Оскар Бёме (1903—1921)
- Иоганн Иосиф Армсгеймер (1904—1907)
- Сергей Болотин (1936—1960)
- Милий Свешников (1937—1978)
- Даниил Гинецинский (1939—1988)
- Вениамин Марголин (1944—1947)
- Василий Кан (1981—1997, 2007—)
- Константин Барышев (1991—)
- Тимур Мартынов (2007—)
- Сергей Крючков
- Валентин Гоосс

Тромбонисты
- Джинислао Парис (1876—1900)
- Пётр Волков (1899—1933)
- Евгений Рейхе (1899—1941)
- Василий Кузнецов (1913—1960)
- Борис Анисимов (1926—1937)
- Анатолий Катков (1959—?)
- Георгий Страутман (1969—?)
- Вячеслав Пачкаев (1975—?)
- Николай Тимофеев (1978—?)
- Андрей Смирнов (1981—)
- Дмитрий Андреев (1996—2003)
- Александр Горбунов (2015—?)
- Игорь Яковлев

Тубисты
- Пётр Петров (1918—1961)
- Виктор Федотов (1953—?)
- Николай Новиков (1973—)
- Валентин Аввакумов (1976—1978, 1992—2001)
- Николай Слепнёв (1985—)

### Ударные инструменты
- Александр Чулюкин (конец XIX — начало XX вв.)
- Сергей Антошкин (1963—1966, 1992—2002)
- Александр Михайлов (конец 1970-х годов)
- Михаил Песков
- Андрей Хотин

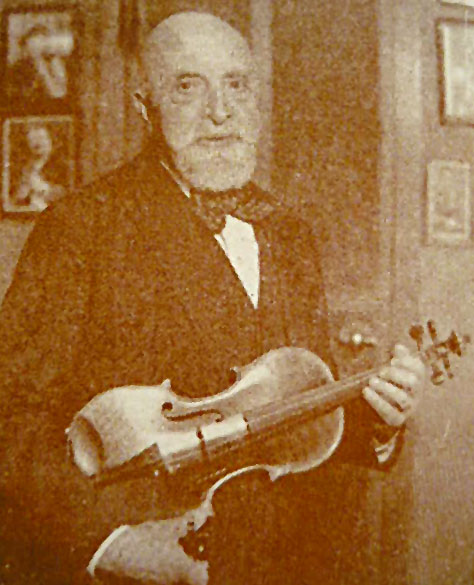
Скрипач Леопольд Ауэр
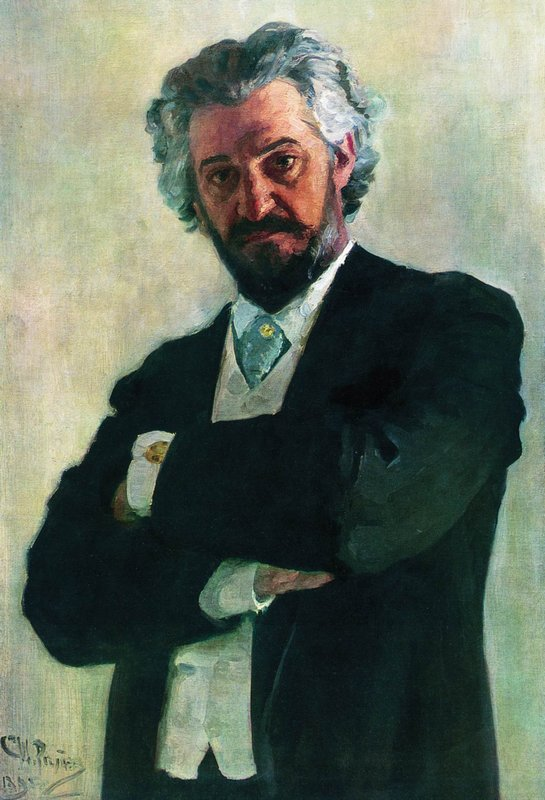
Виолончелист Александр Вержбилович
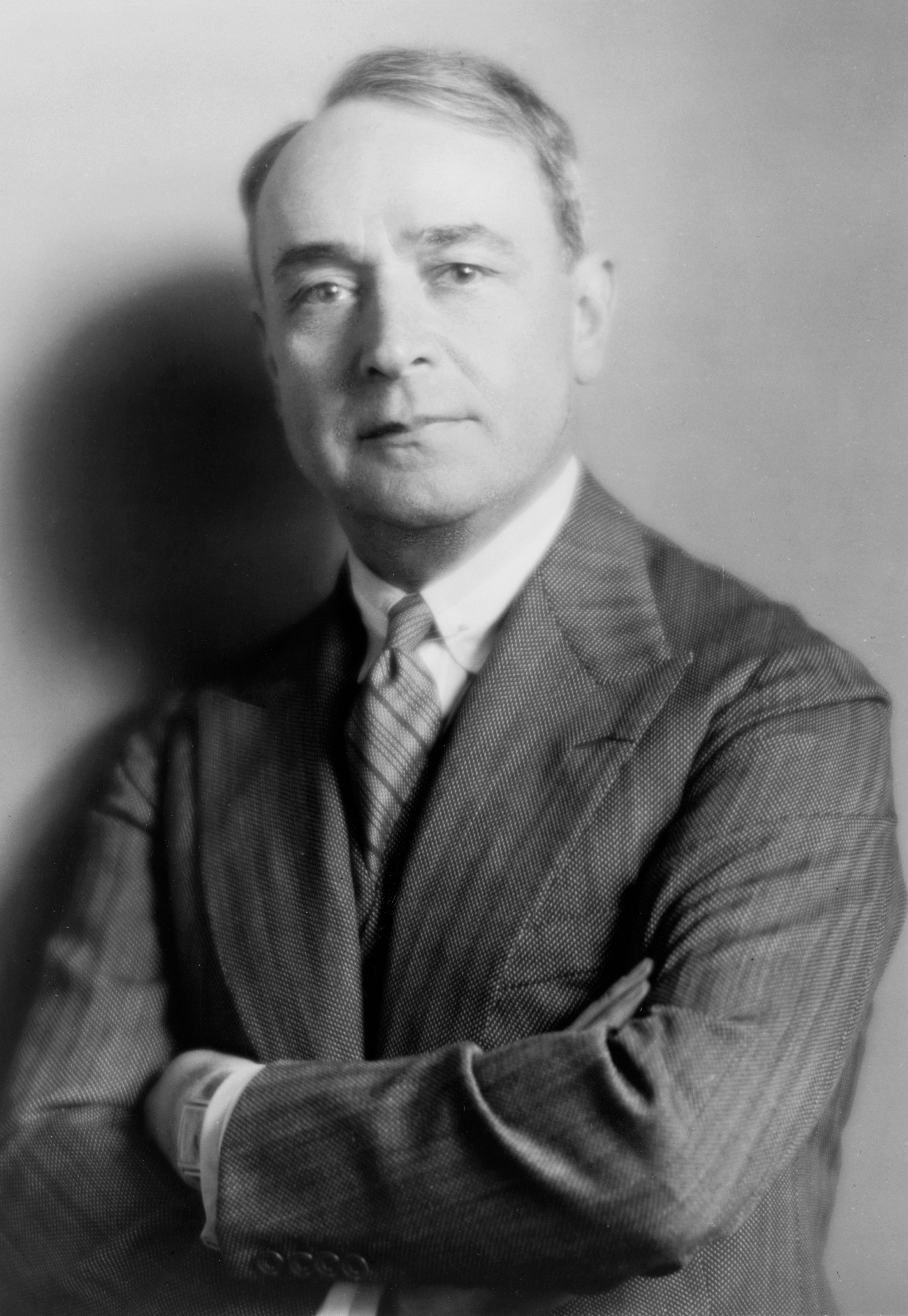
Контрабасист Сергей Кусевицкий
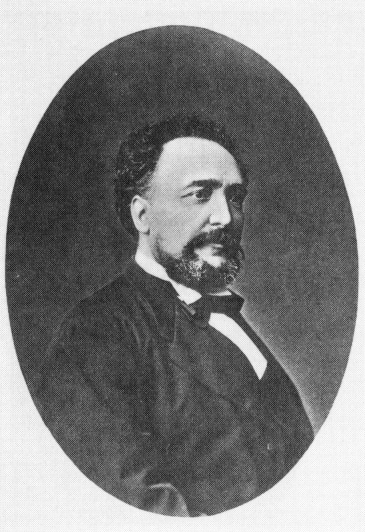
Флейтист Чезаре Чиарди
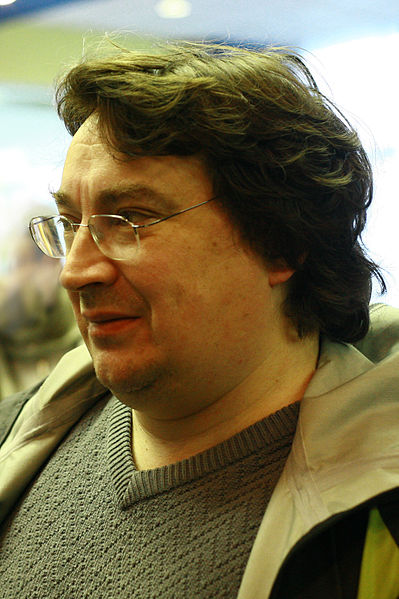
Валторнист Станислав Цес
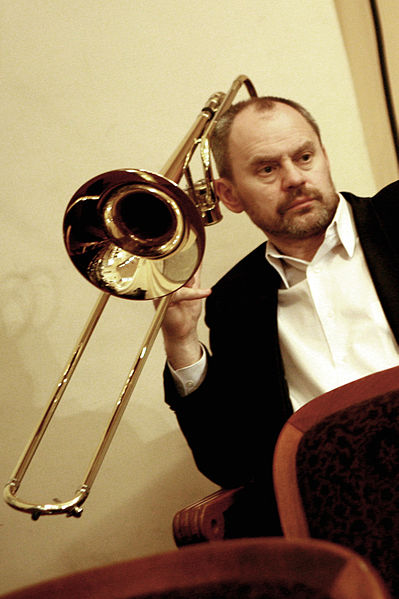
Тромбонист Андрей Смирнов
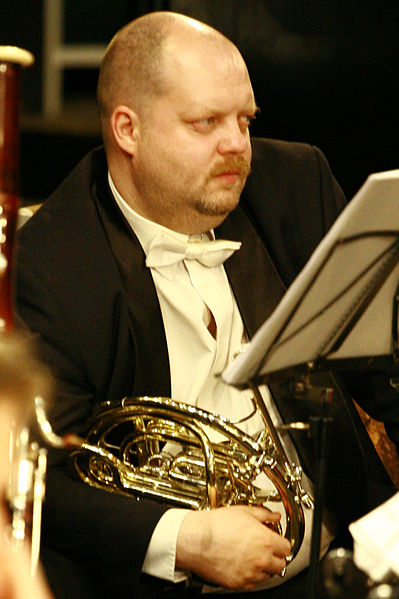
Валторнист Дмитрий Воронцов

## Награды
- Орден Почёта (2019 год, Южная Осетия) — за выдающиеся заслуги в области музыкального искусства, мужество и самоотверженность, проявленные во время августовской блокады и ликвидации последствий агрессии Грузии против югоосетинского народа в августе 2008 года[3]